# Departamento de Bambey
Bambey es uno de los 45 departamentos de Senegal. Forma parte de la región de Diourbel. Su capital es Bambey. Fue creado por decreto del 21 de febrero de 2002. En ese momento su población era de 242 694 habitantes.
Bambey es el centro del Centro de Investigaciones Agrónomas (en francés: Centre de Recherches agronomiques, cuyo acrónimo es CRA), y de una escuela superior de ingenieros agrícolas (ENCR) fundada en 1965.

## Distritos
- Distrito de Baba Garage
- Distrito de Lambaye
- Distrito de Ngoye